# 欧州連合競争法
欧州連合競争法（おうしゅうれんごうきょうそうほう、EU競争法）は、大企業や国家などの経済主体による市場に対する圧力を規制する、欧州連合 (EU) の競争法である。2009年11月まではEC競争法とも呼ばれていた。数あるEU法の多くは労働者、商品、サービス、資本の自由な移動を目指す「単一市場」の政策構想に基づき制定されているものの、これに対しEU競争法は部分的に自由を制限する側面がある。EU競争法はアメリカ合衆国の反トラスト法、日本の通称・独占禁止法に相当するが、EUでは一つの法令にまとまって (法典化されて) おらず、EU機能条約 (TFEU) の第101条から第109条、およびその派生法である諸規則で個別に規定されている。とくに重要とされる政策には以下の4つの分野がある。
- カルテル - EUおよびEEA域内における談合や寡占の規制。TFEU 第101条に規定[2]。
- 独占 - 企業の市場における優越性の濫用阻止。TFEU 第102条に規定[2]。
- 合併 - EUおよびEEA域内において、ある一定の売上高を有する企業が関与する合併、買収、および合弁事業の統制。TFEU 第102条では欧州委員会に合併の統制について授権しており[疑問点 – ノート]、また2004年施行の通称「企業結合規則」(Council Regulation (EC) No 139/2004、略称: EUMR) により規定されている[3][2]。
- 政府補助 - EU加盟国による企業に対する直接・間接の助成制度に対する統制。TFEU 第107条に規定[2]、とくに第112条において規定[疑問点 – ノート]。

とくに最後の点はEUにおける競争法制の独特な特徴である。欧州連合は独立した加盟国で構成されているため、各加盟国内の企業を支援することが自由であることもあって、競争政策と欧州単一市場の創設は成功しないと見られていた。EU競争法を執行する権限を持つのは欧州委員会であり、運輸のような一部部門における政府補助はさまざまな部局が担当しているが、一般的に担当するのは競争総局である。2004年5月1日、EU競争法による取り締まりの機会を増やす目的で、反トラストに関する法制度の権限が各国の公正競争管轄庁や裁判所に分散化された。なお、一部の競争法関連規則は、EU加盟国だけでなく欧州経済領域 (EEA) にまで拡大適用される。
また2022年にはデジタル市場法 (略称: DMA、Regulation (EU) 2022/1925) が発効し、2024年3月より本格適用となっている。DMAではデジタル・プラットフォーム事業者の中でも特に支配的な地位を有してデジタル経済に多大な影響をおよぼしうる事業者を指定し、不正競争防止の義務を課す。よって談合・カルテルを禁じる TFEU 第101条、および独占を禁じる TFEU 第102条とDMAは密接な関係にある。DMA成立以前のEU競争法が「事後的」規制であったのに対し、DMAは「事前的」規制と言える。

## 談合とカルテル

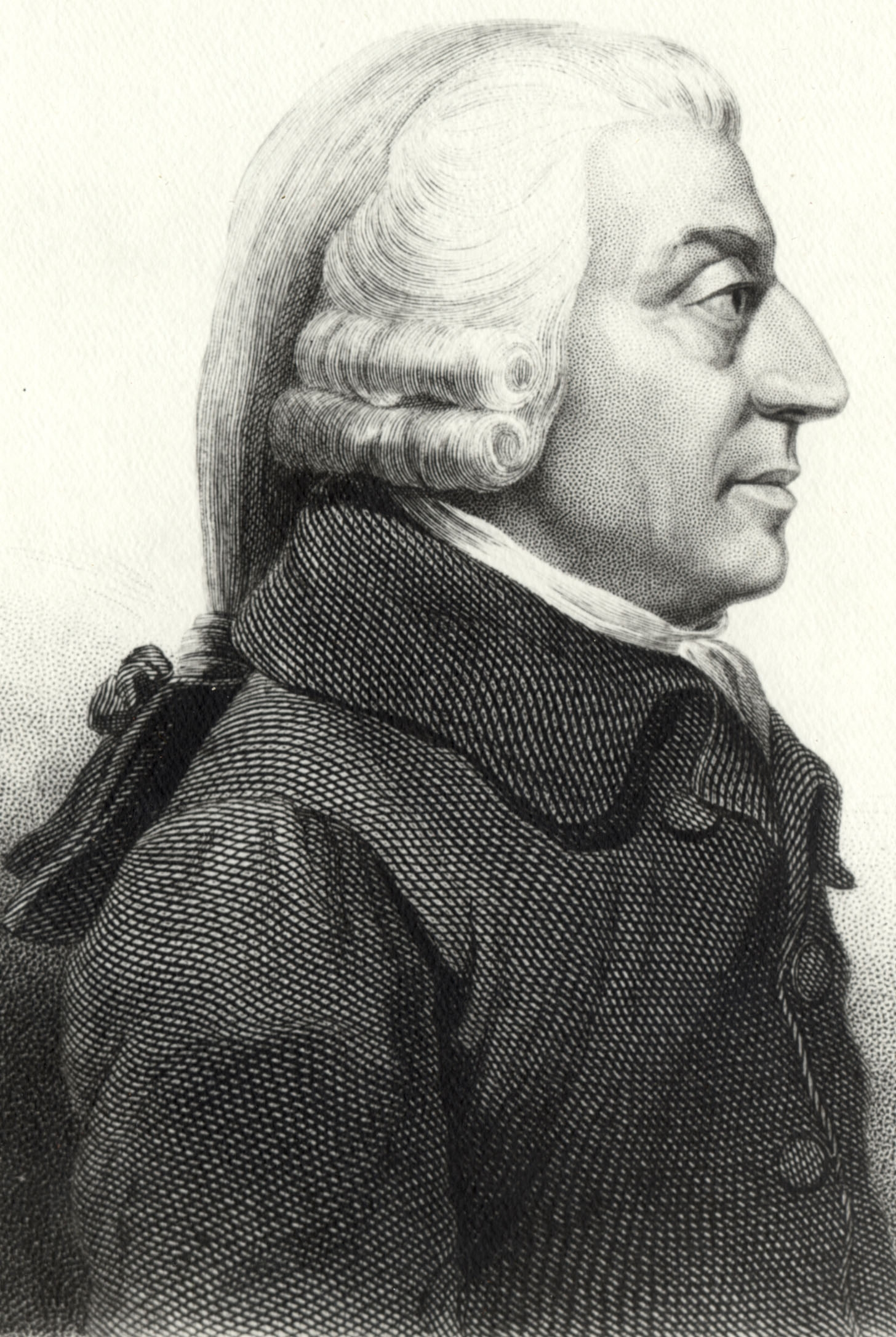
スコットランド啓蒙主義の哲学者アダム・スミスは早期にカルテルを批判していた。

TFEU 第101条は「競争制限的協定の規制」を定めており、事業者間で禁じられる協定や協調行為の具体例は、以下のとおり第101条第1項に列記されている。
- (a)号: 価格協定 (直接・間接不問で、購入ないし販売価格を固定するような行為)
- (b)号: 生産、販売、技術開発または投資に関する制限や統制
- (c)号: 市場または供給源の割当て
- (d)号: 特定の取引相手を差別的に扱い、競争上不利な立場に追い込む行為
- (e)号: いわゆる「抱き合わせ契約」

この規定が適用される主体は、条文の英語原文で "Undertaking(s)" (事業/事業者) という表現が用いられている。判例によると第101条における「事業者」は経済活動に従事するあらゆる主体を指す広範な用語であり、法人か否かといった組織形態や出資などの財務的な形態は不問である。また「経済活動」とは特定の市場向けに継続的に商品・サービスを提供する行為だとしている。ただし判例によると例外もあり、上述の「経済活動」の要件を満たさない場合、ないし公共機関による権限執行に付随する活動については、第101条の規制対象外となる。あくまで経済活動の内容が問われていることから、同一の事業者がA領域では第101条の規制対象だが、B領域では対象外という状況が起こりうる (通称「Albany判決」)。労働者はその性質上、事業体とは経済的あるいは商業的に反対の位置で独立した活動を行うため、経済活動を行う者から除外するために用いられており、同様に社会の利益のため行政が責任を負う公共事業に従事する公務員も除外されている (通称「FENIN判決」)。
事業体による事業とは協約で結ばれ協調行動を進め、あるいは連帯して決定を行うものである。アメリカの反トラスト法と同様に、このことは取引や契約のようなもの、あるいは当事者間の意見の一致といったものとまったく同じなのである。そのため、納入業者に対して契約に暗黙の了解を含める小売業者への出荷をさせないように指示を送るような文書あるいは口頭での取り決めといった、強い結託に基づく行為はすべて事業に含まれるのである。
TFEU 第101条でいう「協定」は、競合する事業者間の協定 (いわゆる水平的協定) だけでなくメーカーと販売業者間の協定 (いわゆる垂直的協定) の両スキームを包含する。また、企業が正式な文書や協議で合意をしていなくとも、同時に価格を上下させるような非公式協定（いわゆる紳士協定）の締結および協調行動をカルテル行為に含まれるという解釈がなされている。ところが、同時的な価格上昇はそれ自体が協調行動であるということを示すものにはなりえず、むしろ関連する企業が他社の動きは共通市場内における通常の競争行動であると認識している証拠となる。この後半部分の認識について、協定を構成するという主観的要件としては理論上必要なものでない。協定に関連する限りにおいて、たとえ企業が違法性を認識していなくとも、あるいは競争を阻害するという意図を持たなくとも、競争を阻害したという事実のみが違法性を構成するのに必要な要件となるのである。
第101条が適用されない事例としては3つの類型が挙げられる。まず、第101条3項では事業者の行為が消費者にとって利益になるものである場合を規定しており、たとえば当該分野におけるすべての競争を制限しない限りにおいては、技術的進歩を促進するような行為は違法とされない。だが原則として欧州委員会がこの例外規定を認定することはほとんどなく、この規定を扱えるような新たな仕組みについて検討が進められている。つぎに、欧州委員会は販売価格の修正を除いた重要性の低い協定について第101条の対象外としている。これは当該分野に関連する市場における占有率が10%に満たないような小規模の事業者による協定に対して適用している。しかし後述する第102条と同様に、対象となる市場の画定は重要なものではあるが解決が非常に困難な問題である。最後に、欧州委員会は協定の趣旨ごとに集団的な適用免除を行っている。以上について、適用除外に関して許容される行為、禁止される行為をまとめた一覧に記載がなされている。

## 優越性と独占
TFEU 第102条は、市場優越性を持つ事業体がその地位を濫用し、市場取引に悪影響をおよぼすことを防止する目的がある。禁止される具体例は以下のとおりである。
- (a)号: 不公正な価格や取引条件を課す行為
- (b)号: 需要者に利益に反する生産・販売・技術開発の制限
- (c)号: 特定の取引相手を差別的に扱い、競争上不利な立場に追い込む行為
- (d)号: いわゆる「抱き合わせ契約」

最初に、ある企業が市場において優越的地位を持つかどうか、あるいは競争相手、取引相手、最終的には消費者に対してそれぞれ不当な行為をしているかどうかを判定する必要がある (United Brands判決)。市場占有率 (マーケットシェア) が非常に大きいということは、ある企業が支配的であると推測され (Hoffmann-La Roche判決)、またその推論は普遍的ではなく、覆しうるものでもある (Akzo判決)。唯一市場占有率が4割未満にもかかわらず、TFEU 第102条の優越的地位の濫用が適用された事例は、2024年時点で1件のみとなっている (British Airways判決)。当事件の審理時点でBritish Airwaysの市場占有率は39.7%超であり、この数値は支配的地位を有する企業の占有率の最低値であるとされた。企業は自らの行為により共通市場での競争を阻害させてはならないという特別な義務を負うことになる (ミシュラン判決)。談合行為と同様に、占有率は問題になっている企業や製品の市場におけるもので判断される。そのため独占が懸念される事例をまとめた一覧が閉鎖されることはめったにないものの (Continental Can判決)、不正行為が疑われる分野はたいてい各国法により禁止されている。例示すると、支出額の上昇を認めないことで搬入港で製品を制限したり、技術革新を抑制することは不正とされる (Porto di Genova対Siderurgica Gabrielli判決)。またある商品に別の商品とあわせて販売することも不正とされ、これは消費者の選択肢を狭め競合相手の販売経路を奪うこととされる。この事例に挙げられるのはマイクロソフトと欧州委員会の間での紛争があり、Microsoft WindowsプラットフォームにWindows Media Playerをバンドルしていたことに対して4億9700万ユーロの制裁金の支払いを命じた。また事業を行うにあたって、競争を起こすには欠かすことのできない便宜を取り計らわないことも不正となりうる。これについては製薬業界のコマーシャル・ソルベンツ社の判例「コマーシャル・ソルベンツ対欧州委員会事件」が知られている。コマーシャル・ソルベンツ社は抗結核薬の原材料供給で独占的地位を築いていたが、直接自社で製薬まで手掛けることにした。これを受け、他の製薬会社 (従来の取引相手方) に対して供給を停止し、他社の抗結核薬が患者に提供できない事態に陥った。Zoja社は抗結核薬市場で唯一の競争相手であり、そのため裁判所が供給継続を強制しなければ競争が排除されることになったという事例である。
価格設定に関する市場圧力の直接的な濫用の形態に価格搾取がある。ただ市場占有率の大きい企業がどのような点で搾取的であるかを証明することは難しく、また価格搾取に該当する事例は稀である。フランスではコミューン (地方自治体) が葬儀を民間に委託しており、フランスの葬儀会社が搾取的価格を要求していたことが発覚したが、この件では他地域の葬儀会社の価格と比較しても適正なものであるとされた (Corinne Bodson対Pompes Funèbres des Régions Libérées SA)。さらに悪辣なものに略奪的価格形成というものがある。これは製品の価格を大幅に下げることで小規模な企業の対処を不可能にして事業の撤退を迫ることである。シカゴ学派は略奪的価格形成について、もしそのようなことが可能ならば金融機関はそのような事業体に融資を行うだろうと考えており、実際には不可能なものであると唱えている。ところがフランステレコムSAと欧州委員会が争った事例では、ブロードバンド接続事業者に対して、サービスにかかる経費を下回る価格を設定していたため1035万ユーロの支払いを命じた。このような価格設定には競争相手の排除以外に自社に利益はなく (Akzo判決)、好況の市場において最大の占有率を獲得するために資金が投じられるものであるとされた。価格設定に関する不正行為の類型には価格差別がある。この例として、自社を含む同じ市場において自社で、販売する砂糖を輸出する法人顧客に対して奨励金を支払うのに対して、アイルランドの顧客には支払わないことが挙げられる (Irish Sugar判決)。
これまでに述べてきたように、市場画定は、第82条以下にある規定によって示される競争に関する事例の最も重要なものであることは間違いない。しかしながら、同時に最も複雑な分野であるということもできる。仮に市場というものが過大な範囲を示すと考えられれば、より多くの企業に不当競争の疑いが向けられ、また代替製品によりある企業の優越性が分かりにくくなる。同様に仮に市場というものが過小な範囲を示すと考えられれば、疑いを向けられた企業が支配的であるという仮定が成り立ってしまうことになる。実際には市場画定は法曹で決めるのではなく経済学者に任されることになる。

## 合併と買収
合併・買収 (M&A) は競争法の観点からすれば少数への経済力の集中という結果をもたらす。欧州連合においては2004年施行の通称「企業結合規則」(Council Regulation (EC) No 139/2004、略称: EUMR) で具体的に規制がかかっており、EUMR制定の法源はTFEU 第103条である。競争法では合併を計画している企業に対して、関係する政府機関の認可を受けることが求められ、認可を受けずに合併を勧めた場合は、経済力を集中し競争を排除したとして会社を元の通りに分割させられることになる。合併を実施する目的とは、当事者間の契約を通じて自由市場における経済活動にかかる費用を削減することである。資本の集中を進めることで規模と範囲の経済性を増進することができるが、市場における影響力や市場占有率を増やし、競争相手を減らしたことで企業が有利となり、その結果消費者が不利となりかねない。合併の統制とは市場がどのようになっていくのかを予測することであって、状況を認知し判断を下すことではない。このためEU法における中心の規定では、合併による資本の集中化がなされることで有益な競争が大いに妨げられるか、とくに市場における支配的な影響が起こったりあるいは強化されたりするような結果がもたらされるかということを注目している (EUMR 第2条3項)。EU法において支配力の集中が起こる場合とはEUMR 第3条1項に規定されている。
これはある企業が別の企業の占有率を買収するということを意味する。国家によって資本の集中を取り締まる理由は市場における支配的地位を濫用する企業を統制し、またM&Aの制限は独占的な企業が出現するという問題に事前に対処するという目的がある。1999年、旧・欧州諸共同体司法裁判所の第一審裁判所 (現: 一般裁判所) は合併の統制は支配的な地位を作り出したり強化したりするような市場の構造を創出することを回避するために行われ、このためには支配的地位にある事業体の考えられうる地位濫用を直接的に統制する必要はないと判示した (Gencor判決)。
どのようなものが競争を大きく阻害するかということは実例が蓄積されることで分かるようになる。合併企業の市場占有率は、これ自体を分析したところで仮説を示すことができても結論は出ないものではあるが、さまざまな評価がなされる。ハーフィンダール・ハーシュマン・インデックスとは市場の密度、すなわち市場の集中の度合いを算出する際に用いられるものである。数学的な観点はともかく、市場における問題となる製品や技術革新の速度を検討するうえでは重要な指数である (フランス政府対欧州委員会 1998年判決)。支配力が集中することで、あるいは経済的な連携を通じて寡占が進むことにより、新しい市場において談合が起こりやすくなるというさらなる問題が発生する。市場構造の集中化により企業が自らの行動を行いやすくなることを意味するものであるため、企業が競争を阻害することができるかどうか、また競争相手や消費者の反応から自らの立場を守ることができるかどうかということは、市場がいかに透明性を有しているかどうかということにかかわるのである。企業の市場への新規参入や、その企業が遭遇する障壁も考慮に入れられるのである。
なおEUMRの第2条には、技術的・経済的発展につながる場合において企業が競争に反すると考えられる行為を行ったときでもそれが是認されることが規定されているという例外が規定されている。また吸収される企業が破綻寸前の状態で、そのような企業を吸収しても競争の状況に変化がない場合においても認められることがある。AOL/Time Warnerの事例で欧州委員会は事前に競争相手となるベルテルスマンとの合弁事業を停止することを求めていた程度で、市場においては垂直的な合併が重要性を持つことは滅多にない。また近年の欧州連合の当局はコングロマリット合併の影響にも関心を寄せており、ギネスとグランドメトロポリタンの合併によって誕生したディアジェオに関する欧州委員会の1998年決定 (98/602/EC) では、個々の市場において優越的な占有率が必要でないと示された。企業は自社製品に関連する事業の大規模な買収を進めている。

## 公共事業
欧州連合の自由化計画により産業部門はその範囲を拡大し、また鉄道や電気、ガスといったかつて国家事業とされていた分野にまで競争法の対象となった。TFEU 第106条、第107条では市場における国家の役割を規定しており、TFEU 第106条2項では、法令で規定されていない事業については加盟国が実施する権利を妨げることはないことが明確にうたわれているが、規定がある場合については公営企業も他の事業者と同様に談合や市場支配に関する法令に従わなければならない。また第107条では第101条と類似した規定があり、自由競争体制を歪曲するような民間団体を助成してはならないという一般的な規定があるが、慈善事業や自然災害復興事業、地域開発事業については例外とされている。
また経済発展における競争法の有効性や公共事業の実施の障害となる規定について懐疑的である論調もある。フランス大統領ニコラ・サルコジは欧州連合条約の前文にある「自由で歪みのない競争」の目標を削除することを提唱した。これを受けて競争法自体は変更がなされなかったものの、「完全雇用」や「社会発展」などの前文で掲げられていた目標は、「自由競争」が単に手段とされた一方で、これらは特異なものとして役割を終えたとされた。

## 適用
TFEU 第105条によると、第101条 (カルテル・談合) および第102条 (優越的地位の濫用) 違反に対するEU決定は、(欧州連合理事会ではなく) 欧州委員会にその権限がある。第105条では、広範な調査権限が与えられており、なかには嫌疑が向けられている事業体や個人の家屋、団体に対する抜き打ち捜査が含まれている。リスボン条約発効後は、TFEU 第101条、第102条違反が発覚した事業体は欧州共同体理事会規則No 17/62第15条2項と欧州共同体設立条約第65条5項により制裁金が科される。この制裁金は減免されることもなく、その額も売上高の10%を上限として数百万ユーロに及ぶことがある。また欧州委員会の要求に応じることができない事業体は、1日あたりの売上高の最大5%までの額を制裁金として毎日払い続けることになる。毎日制裁金を払い続けなければならないという規定は企業にとって強力な不正抑止力を持ち、また競争法違反までの費用便益分析を不可能にする効果もある。
競争法違反者に対して、競争阻害で生じた損失の3倍の制裁金を科す制度の導入の是非について疑問視する見方がある。2003年の欧州連合理事会規則 (Council Regulation (EC) No 1/2003) により、欧州委員会の競争法適用に関する排他的権限を分散化し、私人は競争法案件を国内裁判所で訴訟提起をすることができるようになった。これにより民事訴訟で懲罰的措置を実施することは消極的であったこれまでの法慣習について、制裁を科すことの正当性が議論されている。

### 制裁減免制度
カルテルに参加していても欧州委員会にその事実を通報した企業は、制裁減免制度（リーニエンシー、英: Leniency）により起訴しないとしている。この制度は2002年に初めて適用された。
カルテル事件における制裁金の減免に関する2006年の欧州委員会告示 (2006/C 298/11) では、欧州委員会のカルテル捜査に協力した企業に対して刑罰の減免を保証している。
この制度は単純明快なものである。自らの罪を白状し、それを欧州委員会に伝えた最初の企業が刑事責任を完全に免れるというものであり、つまり一切の制裁金を科されないというものである。以下のような欧州委員会に対する協力についても制裁金の減額の対象となる。
- カルテルの存在を最初に告発者した企業は、刑事責任を免除される。
- カルテルの存在を告発しても最初の告発者でない企業は、制裁金の50%が減額される。
- 欧州委員会に協力し自らの責任を認めた企業は、制裁金の10%が減額される。
- 捜査の実施が公開され更なる情報をもたらした企業は、制裁金の20-30%が減額される。

この方策はカルテルの発見件数の増加につながる大成功であるとされ、今日ではほとんどのカルテル捜査は制裁減免制度による告発から開始されている。制裁金減免額を変動させる目的はカルテル参加企業の内部告発競争を促すことである。国境を跨ぐ国際的捜査においてカルテル参加者は欧州委員会だけではなく国内外の公正競争管轄庁に苦心して通報するようになっている。

## デジタル市場と競争法
2022年に発効したデジタル市場法 (略称: DMA、Regulation (EU) 2022/1925) はデジタル・プラットフォーム事業者の中でも特に支配的な地位を有してデジタル経済に多大な影響をおよぼしうる事業者を一定の基準のもとで事前指定し、不正競争防止の義務を課す。DMA成立以前のEU競争法が「事後的」規制であったのに対し、DMAは「事前的」規制であることから、従前のEU競争法の大きな転換点と言える立法である。また従前のEU競争法が主にEU加盟各国の規制当局が主体となって取締を行っていたのに対し、DMAはEUの行政執行機関である欧州委員会による中央集権的な取締体制である点が特徴的である。

## 各国の国内法と監督官庁

### フランス
競争委員会 (Autorité de la concurrence) - 前身の機関は1950年代に設置された。現在ではフランスにおける競争法を執行し、ヨーロッパを代表する国内競争管轄庁となっている。

### ドイツ

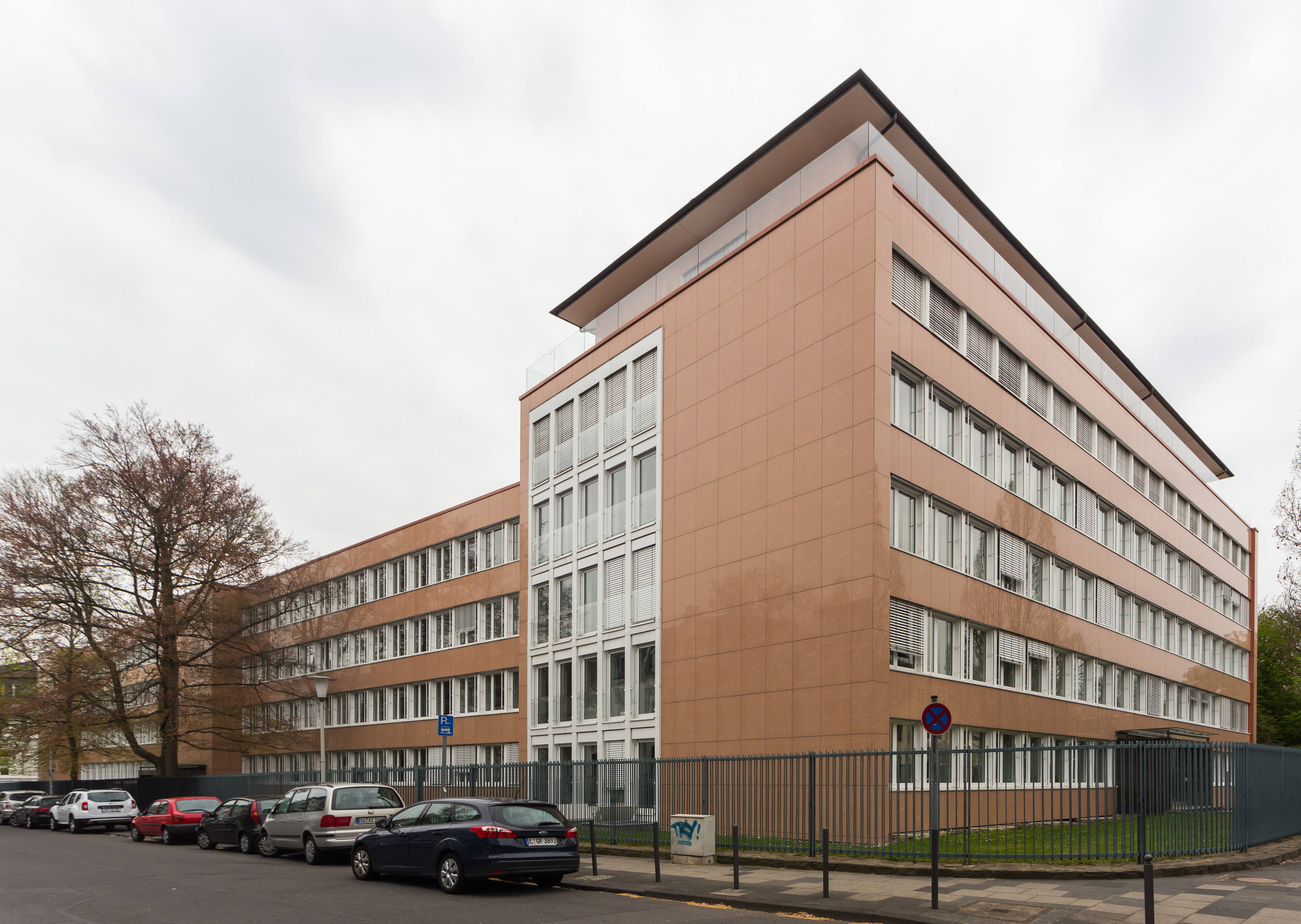
ドイツ連邦カルテル庁（ボン）

連邦カルテル庁 (Bundeskartellamt、略称: BKartA) - 1958年に設立され、連邦経済技術省の外局として旧西ドイツの首都ボンに置かれている。現在ではドイツにおける競争法を執行し、ヨーロッパを代表する国内競争管轄庁となっている。

### イギリス
英国は2020年末をもってEU加盟から完全に離脱しており (いわゆるBrexit)、以降は上述のTFEUやEU競争法に拘束されない。しかしBrexit以前はこれらEU諸法に沿った形で英国内法が整備されてきたため、本項でも取り上げる。
英国競争法は1998年競争法と2002年企業法の2法が主軸となって構成されている。1998年競争法 (主要条文は2000年に施行開始) は第1章がTFEU 第101条を、第2章がTFEU 第102条をそれぞれ反映した内容となっている。一方の2002年企業法 (主要条文は2003年に施行開始) は企業合併・買収の審査権限などを定めるほか、カルテル事案の刑事処分なども含まれており、1998年競争法を補完・強化する位置づけである。TFEU 第101条・第102条の執行に関する2003年の欧州連合理事会規則 (Council Regulation (EC) No 1/2003) を受け、英国の1998年競争法も大規模な改正が加えられている。
英国競争法の執行を担う公正取引庁 (Office of Fair Trading、略称: OFT) は2002年企業法によって設立されたが、その前身たるThe Office of Director General of Fair Tradingは1973年構成取引法によって設立されており、多くの主要機能はそのままOFTに継承された。またOFTとは別に競争委員会 (Competition Commission、略称: CC) があり、企業合併・買収の審査や市場調査の機能などを担っている。

### そのほかの管轄庁
- 欧州連合 - 欧州委員会競争総局・欧州司法裁判所

| - オーストリア - 連邦競争庁 - ベルギー - 経済省競争局 - ブルガリア - 競争保護委員会 - キプロス - 競争保護委員会 - チェコ - 競争保護庁 - デンマーク - 競争評議会 - スペイン - 国内競争保護委員会 - エストニア - 競争評議会 | - フィンランド - 競争庁 - ギリシャ - 競争委員会 - ハンガリー - 競争委員会 - アイルランド - 競争委員会 - イタリア - 競争・市場保護委員会 - ラトビア - 競争評議会 - リトアニア - 競争評議会 - ルクセンブルク - 競争評議会・競争査察局 | - マルタ - 公正競争庁 - オランダ - 競争庁 - ポーランド - 競争・消費者保護庁 - ポルトガル - 競争評議会 - ルーマニア - 競争評議会 - スロバキア - 反独占局 - スロベニア - 競争保護局 - スウェーデン - 競争庁 |

## 主な事例
- 2001年7月 - 欧州委員会はゼネラル・エレクトリックとハネウェルの合併を認めない決定を行う。
- 2004年3月 - 欧州委員会はマイクロソフトに対して、欧州連合域内においてWindows Media PlayerをプリインストールしていないMicrosoft Windowsの販売を命じた。
- 2004年12月 - 欧州委員会はEnergias de Portugal SAとGas de Portugal SAの合併を認めない決定を行う。
- 2006年7月 - 欧州委員会はソニー・ミュージックエンタテインメントとBMGの合併により発足したソニー・ミュージックエンタテインメント (米国)が反トラスト規則に違反するとして会社分割を命じた。

## 歴史的背景
ジャン・モネやロベール・シューマンなど、ヨーロッパの共同体の創設を唱えた政治家の最大の目的のひとつは単一市場を設立することであった。この目的の達成のため、競争法に関して適切で透明性のある公平な規範を策定しなければならなかった。そこでまず制定された法令が欧州経済共同体理事会規則 No 17/62である（2004年に改廃されてRegulation No 17が有効条文）。規則No 17/62の作用は、当時EC法体系がまだ優位性を確立していない時代であり、加盟国間での輸入品にかかる関税に関する規定について国内法と欧州経済共同体設立条約で矛盾していたが、EC法が加盟国の国内法に優先することが判示されたVan Gend en Loos事件以前の時代において発展し、定着されていった。ある加盟国の裁判所と別の加盟国の裁判所において起こりうる、EC競争法の解釈が異なることを避けるために、競争法に関する判断は欧州委員会に権限を集中させることになった。
1964年、欧州委員会は欧州経済共同体設立条約第85条（現在のTFEU 第101条）以下に関する最初の大きな決定を下した。これは西ドイツの家電メーカーであるグルンディヒはフランスの子会社に対して排他的販売契約権を与えたことが不当であるとしたものである。Consten & Grundig事件で欧州司法裁判所は欧州委員会の決定を支持し、そのなかで潜在的影響を含む貿易に影響する手段の定義を拡張し、また欧州委員会が競争法に関する強制的権限を持つという地位を一般的なものとして確認した。このように2機関によりTFEU 第101条および反競争事業協定は有効なものとして定着するようになった。ただ識者の中には、欧州委員会の独占対策（TFEU 第102条の権限）はほとんど効果がないと主張するものがいる。これは個々の加盟国政府が国内でもとくに巨大な企業を訴追されることから守るために抵抗しているためである。欧州委員会はまた学術研究者からも批判を受けている。競争法分野の権威とされる学者のヴァレンタイン・コーラーは欧州委員会のEU競争法の適用は厳格すぎるものであり、企業の活動力を阻害し、場合によっては消費者の利益や商品の質が蔑ろにされることもあると主張している。
それらの規定は1980年代半ばまでは十分に機能していたが、時間が経過するにつれてヨーロッパ経済の規模が着実に成長し、競争阻害や市場活動が複雑化したこともあって、ついには欧州委員会は市場競争の確保のために対処ができなくなっていくということが判明してきた。競争総局に権限が集中していることは各国の公正競争管轄庁の急速な成長と高度化のなかでその意義が失われつつあり、また手続きや法解釈、経済分析の点でヨーロッパ内の裁判所からの批判が増大していた。また陳腐化していた規則No 17/62の改定の理由として将来の拡大があり、加盟国数は2004年までに25、2007年までに27に増えることになっていた。そのうえ中東欧地域の経済体制の転換の進展状況も考えると、すでに能力の限界を超えていた欧州委員会にさらに対処案件の増加がのしかかることが予想されていた。
これらの状況に対して欧州委員会は規制の近代化 (Modernisation Regulation) と呼ばれる、競争法の執行を分散化させる方針を固めた。2003年の欧州連合理事会規則 (Council Regulation (EC) No 1/2003) により、欧州共同体設立条約第81条・第82条（現在のTFEU 第101条・第102条）の執行の中心部分について加盟国の公正競争管轄庁や国内裁判所に移管することとなった。法令執行の分散化は他のEC法ではすでに行われていたものだったが、規則No 1/2003によってついに競争法分野でも分散化が行われることになった。ただ欧州委員会はなおも法令執行の重要な役割を残しており、欧州競争ネットワークの新設でその調整にあたっている。このネットワークは各国の担当庁と欧州委員会で構成されており、各国の公正競争管轄庁間での情報の共有や制度の一致・統合の確保を図るものである。当時の欧州委員会競争担当委員のマリオ・モンティはこの規則について、欧州共同体設立条約第81条、第82条の執行に革命を起こすものだとして歓迎した。2004年5月以降、すべての加盟国の公正競争管轄庁と国内裁判所は欧州共同体設立条約の競争規定の完全に適用する権限を得た。経済協力開発機構 (OECD) は2005年の報告書で、近代化の努力は未来においても有益であると賞賛し、分散化によりリソースが適切に用いられることで競争総局は複雑で共同体全体での調査に集中することができるようになったとしている。しかしごく最近の経済発展で新たな規定の有効性に対する疑念が上がっている。たとえば2006年12月20日に欧州委員会は加盟国政府の強硬な反対を受けて、フランス電力とドイツのE.ONのエネルギー最大手の切り離しを公然と撤回した。また現在係争中であるものとしてE.ONとエンデサの合併に関するものがあり、この件で欧州委員会は資本の移動の自由を適用しようとしたが、スペイン政府は国益の保護を断固として唱えた。各国の公正競争管轄庁はEC競争法の下で自国の最大手企業と争うことに前向きであるか、あるいは自国の保護に走るのかということが注目されている。